# Monedas de euro de Finlandia
El euro (EUR o €) es la moneda oficial de las instituciones de la Unión Europea desde 1999, cuando sustituyó al ECU, de los Estados que pertenecen a la eurozona y de los micro-Estados europeos con quienes la Unión tiene acuerdos al respecto. También es utilizado de facto en Montenegro y Kosovo. Las monedas de euro están diseñadas de tal manera que en su anverso muestran un diseño específico del Estado emisor mientras que en su reverso muestran un diseño común.
Las monedas de euro finlandesas tienen tres diseños diferentes. El diseño de las monedas de menor y de medio valor fue hecho por Heikki Häiväoja y las de 1 y 2 euros fueron diseñadas por Heikki Häiväoja y Pertti Mäkinen, respectivamente. Todos los diseños llevan las 12 estrellas de la UE y el año de acuñación.
Las monedas de 0,01 € y 0,02 € no son usadas en Finlandia. Fueron acuñadas muy pocas, para coleccionistas. Valores que acaban en 0,01 € o 0,02 € son redondeados para abajo, los que acaban en 0,03 € o 0,04 € son redondeados para 0,05 €.
Finlandia acuñó monedas con fecha 1999, 2000 y 2001 (así como Bélgica, España, Francia y Países Bajos), a pesar de que estas entraron a circular en 2002.

## Diseño regular
| Motivos de las monedas de 1, 2 y 5, 10, 20 y 50 cts                                                                        |
| \| \| \| El león heráldico finlandés representación heráldica que da motivo a las monedas de 1, 2 y 5, 10, 20 y 50 cts. \| |
| |
| El león heráldico finlandés representación heráldica que da motivo a las monedas de 1, 2 y 5, 10, 20 y 50 cts.             |

| Motivos de las monedas de 1 euro                                        |
| \| \| \| Cisne representación que da motivo a las monedas de 1 euro. \| |
|                                                                         |
| Cisne representación que da motivo a las monedas de 1 euro.             |

| Motivos de las monedas de 2 euro                                                                 |
| \| \| \| Mora de los pantanos representación heráldica que da motivo a las monedas de 2 euro. \| |
|                                                                                                  |
| Mora de los pantanos representación heráldica que da motivo a las monedas de 2 euro.             |

### Primera serie (1999-2006)
| 0,01 €                                                              | 0,02 €                                  | 0,05 € |
| ------------------------------------------------------------------- | --------------------------------------- | --- |
|                                                                     |                                         | |
| El león heráldico finlandés, también encontrado en el antiguo marco |                                         | |
| 0,10 €                                                              | 0,20 €                                  | 0,50 € |
|                                                                     |                                         | |
| El león heráldico finlandés, también encontrado en el antiguo marco |                                         | |
| 1,00 €                                                              | 2,00 €                                  | 2 € (canto)                                                                                                  |
|                                                                     |                                         | El canto «SUOMI FINLAND» (nombre del país en finlandés y su idioma oficial) y contiene tres cabezas de león. |
| Dos cisnes volando sobre un paisaje finlandés(1)                    | Flor y hojas de la mora de los pantanos | |

(1)El cisne cantor es el ave nacional finlandesa.

### Primer arreglo (2007)
En diciembre de 2006, el Banco de Finlandia anunció lo siguiente:
«Las caras nacionales de las monedas de euro serán modificadas de forma que cada Estado Miembro emisor tendrá que añadir su nombre o abreviatura (FI para Finlandia) en las monedas. En las monedas finesas la primera letra del Gerente y Presidente de la Casa de Moneda de Finlandia (M de Raimo Makkonen) será también reemplazada por el logo de la Casa de la Moneda. Las modificaciones de las caras nacionales afectan a todas las denominaciones de monedas de euro».
«Cada Estado Miembro de la eurozona decidirá la fecha de introducción de las nuevas monedas. En Finlandia las nuevas monedas serán puestas en circulación en enero de 2007. Las monedas actuales continuarán siendo válidas, y aquellas en stock serán puestas en circulación cuando sea necesario. De esta forma las monedas con los nuevos diseños se mezclarán con las monedas actualmente en circulación».
Esto se debió a una recomendación de la Comisión Europea de 2005 que decía lo siguiente: "Las caras nacionales de todas las denominaciones de las monedas en euros deberán llevar una indicación del Estado miembro emisor, consistente en el nombre de dicho Estado miembro o en una abreviatura del mismo", a pesar de no afectar a no ser que se cambiara el diseño de las caras nacionales.
Finlandia fue el primer país de la eurozona en incorporar este cambio.
Esto, sin embargo, no debe ser considerado un nuevo diseño sino un arreglo al diseño original, dado que el diseño de los motivos representados no cambia; sólo cambia su colocación en la moneda. En este caso, simplemente se elimina la marca del Presidente de la Casa de la Moneda y se añaden la marca de ceca y la abreviatura del país.
| 0,01 €                                                          | 0,02 €                                  | 0,05 €                     |
| --------------------------------------------------------------- | --------------------------------------- | -------------------------- |
|                                                                 |                                         |                            |
| El león heráldico finés, también encontrado en el antiguo marco |                                         |                            |
| 0,10 €                                                          | 0,20 €                                  | 0,50 €                     |
|                                                                 |                                         |                            |
| El león heráldico finés, también encontrado en el antiguo marco |                                         |                            |
| 1,00 €                                                          | 2,00 €                                  | 2 € (canto)                |
|                                                                 |                                         | El canto permaneció igual. |
| Dos cisnes volando sobre un paisaje finés                       | Flor y hojas de la mora de los pantanos |                            |

### Segundo arreglo (2008-)
Finlandia volvió a enmendar el diseño de sus monedas en la misma emisión de 2008, recolocando la marca de ceca y poniéndola en la parte interior de la moneda. Una nueva recomendación de la Comisión Europea de 2008 fijaba que «en la cara nacional deben figurar las doce estrellas europeas, que han de rodear por completo el diseño nacional, incluida la indicación del año de emisión y la del nombre del Estado miembro emisor. Las estrellas europeas deben representarse del mismo modo en que figuran en la bandera europea».
| 0,01 €                                                          | 0,02 €                                  | 0,05 €                     |
| --------------------------------------------------------------- | --------------------------------------- | -------------------------- |
|                                                                 |                                         |                            |
| El león heráldico finés, también encontrado en el antiguo marco |                                         |                            |
| 0,10 €                                                          | 0,20 €                                  | 0,50 €                     |
|                                                                 |                                         |                            |
| El león heráldico finés, también encontrado en el antiguo marco |                                         |                            |
| 1,00 €                                                          | 2,00 €                                  | 2 € (canto)                |
|                                                                 |                                         | El canto permaneció igual. |
| Dos cisnes volando sobre un paisaje finés                       | Flor y hojas de la mora de los pantanos |                            |

## Monedas conmemorativas en euro de Finlandia
Para más información, véase monedas conmemorativas de 2 euros.
| Año  | Motivo | Emisión | Imagen |
| 2004 | Quinta ampliación de la Unión Europea |         |        |
| 2005 | 60º aniversario de la ONU y 50º aniversario de la adhesión de Finlandia a la misma |         |        |
| 2006 | 100º aniversario del sufragio universal e igualitario |         |        |
| 2007 | 90º aniversario de la independencia finlandesa |         |        |
| 2007 | Diseño común: 50º aniversario del Tratado de Roma |         |        |
| 2008 | 60º aniversario de la Declaración Universal de los Derechos Humanos |         |        |
| 2009 | 200º aniversario de la primera Dieta de Finlandia |         |        |
| 2009 | Diseño común: X aniversario de la creación de la Unión Económica y Monetaria |         |        |
| 2010 | Decreto de 1860 garantizando a Finlandia el derecho a emitir billetes y monedas El diseño muestra, a la izquierda, el león estilizado del escudo de armas finés y el año de emisión, 2010. A la derecha aparece la marca de ceca y unos números simbolizando valores monetarios, y en la parte inferior aparece la indicación del país emisor, FI. El anillo exterior de la moneda muestra las doce estrellas de la bandera europea. |         |        |
| 2011 | 200º aniversario de la creación del Banco de FinlandiaEl diseño de Hannu Veijalainen muestra a un cisne con las alas abiertas, que es el ave nacional de Finlandia. A la izquierda y abajo desplazado a la derecha, aparecen los años en que se creó el banco (1811) y el año de conmemoración respectivamente. También aparece la marca de la ceca abajo centrada.                                                                  |         |        |
| 2012 | 150 aniversario del nacimiento de Helene Schjerfbeck |         |        |
| 2012 | Diseño común: X aniversario de la puesta en circulación de los billetes y monedas en euros |         |        |
| 2013 | 150º aniversario del Parlamento de 1863 |         |        |
| 2013 | 125º aniversario del nacimiento del Premio Nobel de Literatura Frans Emil Sillanpää |         |        |
| 2014 | Centenario del nacimiento de Tove Jansson |         |        |
| 2014 | Centenario del nacimiento de Ilmari Tapiovaara |         |        |
| 2015 | 150º años del nacimiento de Jean Sibelius |         |        |
| 2015 | 150 años del nacimiento de Akseli Gallen-Kallela |         |        |
| 2015 | Diseño común: 30º aniversario de la Bandera europea |         |        |
| 2016 | 90 años del fallecimiento de Eino Leino |         |        |
| 2016 | Centenario del nacimiento de Georg Henrik von Wright |         |        |
| 2017 | Centenario de la Independencia de Finlandia |         |        |
| 2017 | Naturaleza Finlandesa |         |        |
| 2018 | Paisaje nacional finlandés - Koli |         |        |
| 2018 | Cultura finlandesa de la Sauna |         |        |
| 2019 | Ley de Constitución de 1919 |         |        |
| 2020 | Centenario de la Universidad de Turku |         |        |
| 2020 | Centenario del nacimiento de Väinö Linna |         |        |
| 2021 | Periodismo y comunicación abierta en apoyo de la democracia finlandesa |         |        |
| 2021 | Centenario del autogobierno de la región de Åland |         |        |
| 2022 | 100 años del Ballet Nacional de Finlandia |         |        |
| 2022 | Investigación climática en Finlandia |         | [ ]    |
| 2022 | Diseño común: 35º aniversario del programa Erasmus |         | [ ]    |